# 논산시의 행정 구역
논산시의 행정 구역은 2읍 11면 2행정동(11법정동)으로 구성되어 있다. 논산시의 면적은 총 554.85km2이며, 인구는 2010년 12월 31일을 기준으로 53,704세대 130,311명에 이른다.

## 행정 구역
| \| 읍면동 \| 한자 \| 면적 \| 세대 \| 인구 \| \| -------- \| -------- \| ------ \| ------ \| ------- \| \| 강경읍 \| 江景邑 \| 7.01 \| 5,021 \| 11,318 \| \| 연무읍 \| 鍊武邑 \| 59.45 \| 7,131 \| 16,892 \| \| 성동면 \| 城東面 \| 35.58 \| 2,333 \| 5,535 \| \| 광석면 \| 光石面 \| 34.02 \| 2,330 \| 5,464 \| \| 노성면 \| 魯城面 \| 35.78 \| 1,713 \| 4,026 \| \| 상월면 \| 上月面 \| 44.78 \| 1,834 \| 4,250 \| \| 부적면 \| 夫赤面 \| 30.72 \| 1,953 \| 4,432 \| \| 연산면 \| 連山面 \| 55 \| 3,230 \| 7,311 \| \| 벌곡면 \| 伐谷面 \| 69.71 \| 1,453 \| 2,987 \| \| 양촌면 \| 陽村面 \| 77.21 \| 2,761 \| 6,656 \| \| 가야곡면 \| 可也谷面 \| 45.3 \| 1,994 \| 4,391 \| \| 은진면 \| 恩津面 \| 22.53 \| 2,213 \| 4,933 \| \| 채운면 \| 彩雲面 \| 19.75 \| 1,318 \| 3,055 \| \| 취암동 \| 鷲岩洞 \| 10.46 \| 11,285 \| 30,150 \| \| 부창동 \| 富倉洞 \| 7.55 \| 7,135 \| 18,741 \| \| 논산시 \| 論山市 \| 554.85 \| 53,704 \| 130,311 \| |          |        |        |         |
| 읍면동 | 한자     | 면적   | 세대   | 인구    |
| 강경읍 | 江景邑   | 7.01   | 5,021  | 11,318  |
| 연무읍 | 鍊武邑   | 59.45  | 7,131  | 16,892  |
| 성동면 | 城東面   | 35.58  | 2,333  | 5,535   |
| 광석면 | 光石面   | 34.02  | 2,330  | 5,464   |
| 노성면 | 魯城面   | 35.78  | 1,713  | 4,026   |
| 상월면 | 上月面   | 44.78  | 1,834  | 4,250   |
| 부적면 | 夫赤面   | 30.72  | 1,953  | 4,432   |
| 연산면 | 連山面   | 55     | 3,230  | 7,311   |
| 벌곡면 | 伐谷面   | 69.71  | 1,453  | 2,987   |
| 양촌면 | 陽村面   | 77.21  | 2,761  | 6,656   |
| 가야곡면 | 可也谷面 | 45.3   | 1,994  | 4,391   |
| 은진면 | 恩津面   | 22.53  | 2,213  | 4,933   |
| 채운면 | 彩雲面   | 19.75  | 1,318  | 3,055   |
| 취암동 | 鷲岩洞   | 10.46  | 11,285 | 30,150  |
| 부창동 | 富倉洞   | 7.55   | 7,135  | 18,741  |
| 논산시 | 論山市   | 554.85 | 53,704 | 130,311 |

## 법정동·리
| 읍·면·행정동 | 한자     | 법정동·리 |
| ------------ | -------- | --- |
| 강경읍       | 江景邑   | 남교리(南校里), 동흥리(東興里), 북옥리(北玉里), 서창리(西倉里), 홍교리(虹橋里), 중앙리(中央里), 염천리(鹽川里), 태평리(太平里), 대흥리(大興里), 황산리(黃山里), 채산리(彩山里), 산양리(山陽里), 채운리(彩雲里) |
| 연무읍       | 鍊武邑   | 마산리(馬山里), 죽평리(竹坪里), 금곡리(金谷里), 동산리(東山里), 죽본리(竹本里), 소룡리(巢龍里), 양지리(陽地里), 마전리(麻田里), 고내리(高內里), 황화정리(皇華亭里), 안심리(安心里), 신화리(莘花里), 봉동리(鳳洞里) |
| 성동면       | 城東面   | 삼산리(三山里), 월성리(月城里), 병촌리(甁村里), 개척리(蓋尺里), 우곤리(牛昆里), 원남리(院南里), 원북리(院北里), 정지리(定止里), 원봉리(圓峰里), 화정리(花亭里), 삼호리(三湖里) |
| 광석면       | 光石面   | 신당리(神堂里), 중리(中里), 득윤리(得尹里), 갈산리(葛山里), 광리(光里), 이사리(梨寺里), 산동리(山東里), 천동리(泉洞里), 왕전리(旺田里), 항월리(恒月里), 사월리(沙月里), 율리(栗里), 오강리(五岡里) |
| 노성면       | 魯城面   | 읍내리(邑內里), 두사리(豆寺里), 송당리(松堂里), 교촌리(校村里), 하도리(下道里), 죽림리(竹林里), 병사리(丙舍里), 가곡리(佳谷里), 장구리(長久里), 효죽리(孝竹里), 호암리(虎岩里), 노티리(蘆峙里), 구암리(龜岩里), 화곡리(禾谷里)                                                                                             |
| 상월면       | 上月面   | 신충리(新忠里), 산성리(山城里), 월오리(月午里), 지경리(地境里), 석종리(石宗里), 상도리(上道里), 대명리(大明里), 대우리(大牛里), 대촌리(大村里), 학당리(鶴塘里), 주곡리(酒谷里), 한천리(寒泉里), 숙진리(淑眞里) |
| 부적면       | 夫赤面   | 마구평리(馬九坪里), 덕평리(德坪里), 부황리(夫皇里), 외성리(外城里), 감곡리(甘谷里), 충곡리(忠谷里), 신풍리(新豊里), 탑정리(塔亭里), 신교리(新橋里), 반송리(盤松里), 아호리(阿湖里), 부인리(夫人里), 왕덕리(旺德里) |
| 연산면       | 連山面   | 연산리(連山里), 화악리(花岳里), 천호리(天護里), 송정리(松亭里), 신암리(莘岩里), 청동리(靑銅里), 고정리(高井里), 한전리(閑田里), 임리(林里), 관동리(官洞里), 고양리(高陽里), 표정리(表井里), 덕암리(德岩里), 장전리(長田里), 백석리(白石里), 어은리(漁隱里), 사포리(沙浦里), 송산리(松山里), 오산리(梧山里), 신양리(新良里) |
| 벌곡면       | 伐谷面   | 한삼천리(汗三川里), 덕목리(德木里), 사정리(沙亭里), 대덕리(大德里), 검천리(檢川里), 덕곡리(德谷里), 수락리(水落里), 도산리(道山里), 만목리(晩木里), 어곡리(於谷里), 조동리(鳥洞里), 조령리(鳥嶺里), 신양리(新陽里), 양산리(陽山里)                                                                                         |
| 양촌면       | 陽村面   | 인천리(仁川里), 도평리(道坪里), 임화리(林花里), 양촌리(陽村里), 신기리(新基里), 오산리(梧山里), 채광리(彩光里), 남산리(南山里), 반암리(半岩里), 산직리(山直里), 모촌리(茅村里), 신흥리(新興里), 거사리(居士里), 반곡리(盤谷里), 명암리(鳴岩里), 석서리(石西里), 중산리(中山里)                                             |
| 가야곡면     | 可也谷面 | 육곡리(六谷里), 강청리(江淸里), 목곡리(木谷里), 함적리(咸積里), 산노리(山老里), 병암리(屛岩里), 조정리(釣亭里), 등리(登里), 종연리(鍾淵里), 두월리(斗月里), 야촌리(野村里), 왕암리(旺岩里), 삼전리(蔘田里), 양촌리(陽村里)                                                                                                 |
| 은진면       | 恩津面   | 연서리(蓮西里), 방축리(防築里), 토양리(土良里), 시묘리(侍墓里), 용산리(龍山里), 교촌리(校村里), 와야리(瓦也里), 남산리(南山里), 성덕리(城德里), 성평리(城坪里) |
| 채운면       | 彩雲面   | 화산리(花山里), 용화리(龍花里), 우기리(禹基里), 심암리(深岩里), 화정리(花亭里), 삼거리(三巨里), 장화리(長花里), 야화리(野花里) |
| 취암동       | 鷲岩洞   | 취암동(鷲岩洞), 화지동(花枝洞), 반월동(半月洞), 지산동(芝山洞), 덕지동(德池洞), 내동(內洞), 관촉동(灌燭洞) |
| 부창동       | 富倉洞   | 부창동(富倉洞), 대교동(大橋洞), 등화동(登華洞), 강산동(薑山洞) |

## 역사
논산은 일제 강점기에 연산군, 은진군, 노성군의 소사면을 제외한 지역, 그리고 석성군, 공주군, 진잠군 등의 일부지역을 병합하여 설치되었다. 연산군은 본래 백제의 황등야산군이었는데 조선 태조 23년에 연산현이 되었다. 은진군은 본래 덕은현과 시진현을 합쳐서 생겨났다. 노성군은 백제의 열야산현인데, 신라 경덕왕 때 니산현으로 고쳤다가 조선 정조 초에 노성이라고 칭하였다.
- 1914년 3월 1일 연산군, 은진군, 노성군, 석성군 일부를 논산군으로 통폐합하였다.[2]
- 1914년 4월 1일 새로운 논산군의 면을 15개로 정리하였다.[3]

| 구 행정구역 | 구 행정구역                                                                    | 신 행정구역   |
| ----------- | ------------------------------------------------------------------------------ | ------------- |
| 은진군      | 김포면(金浦面)                                                                 | 강경면 일원   |
| 은진군      | 화지산면(花枝山面)                                                             | 논산면 일원   |
| 은진군      | 대조곡면(大鳥谷面), 송산면(松山面), 성본면(城本面)                             | 대조곡면 일원 |
| 은진군      | 채운면(彩雲面), 도곡면(道谷面), 화산면(花山面)                                 | 채운면 일원   |
| 은진군      | 구자곡면(九子谷面), 죽본면(竹本面), 하두면(下豆面)                             | 구자곡면 일원 |
| 은진군      | 가야곡면(可也谷面), 갈마면(葛麻面), 상두면(上豆面)                             | 가야곡면 일원 |
| 석성군      | 병촌면(甁村面), 삼산면(三山面), 우곤면(牛昆面), 원북면(院北面), 정지면(定止面) | 성동면 일원   |
| 노성군      | 읍내면(邑內面), 장구면(長久面), 화곡면(禾谷面)                                 | 노성면 일원   |
| 노성군      | 상도면(上道面), 하도면(下道面), 월오면(月午面)                                 | 상월면 일원   |
| 노성군      | 광석면(光石面), 득윤면(得尹面), 천동면(泉洞面), 두사면(豆寺面)                 | 광석면 일원   |
| 연산군      | 두마면(豆磨面), 식한면(食汗面)                                                 | 두마면 일원   |
| 연산군      | 현내면(縣內面), 내적면(內赤面), 백석면(白石面), 외성면(外城面)                 | 연산면 일원   |
| 연산군      | 부인처면(夫人處面), 적사곡면(赤寺谷面)                                         | 부적면 일원   |
| 연산군      | 벌곡면(伐谷面)                                                                 | 벌곡면 일원   |
| 연산군      | 모촌면(茅村面), 양량소면(陽良所面)                                             | 양촌면 일원   |
| 1914년              | 1914년 | 현재            | 현재 |
| 면                  | 정·리 | 구·읍·면        | 동·리 |
| ------------------- | --- | --------------- | --- |
| 강경면 (江景面)     | 남정, 대정정, 대화정, 본정, 북정, 염정, 중정, 황금정, 서촌                                                                                           | 논산시 강경읍   | 남교리, 대흥리, 태평리, 홍교리, 북옥리, 염천리, 중앙리, 황산리, 서창리                                                                               |
| 채운면 (彩雲面)     | 산양리, 제내리, 신촌리 | 논산시 강경읍   | 산양리·채산리, 채운리, 동흥리 |
| 채운면 (彩雲面)     | 삼거리, 심암리, 야화리, 용화리, 우기리, 장화리, 화산리, 화정리                                                                                       | 논산시 채운면   | 삼거리, 심암리, 야화리, 용화리, 우기리, 장화리, 화산리, 화정리                                                                                       |
| 논산면 (論山面)     | 관촉리, 석교리, 반월리, 부창리, 주천리, 취암리, 화지리                                                                                               | 논산시          | 관촉동, 대교동, 반월동, 부창동, 지산동, 취암동, 화지동                                                                                               |
| 대조곡면 (大鳥谷面) | 강산리, 내동리, 등화리 | 논산시          | 강산동, 내동, 등화동 |
| 대조곡면 (大鳥谷面) | 교촌리, 남산리, 방축리, 성평리, 연서리, 와야리, 용산리, 토양리                                                                                       | 논산시 은진면   | 교촌리, 남산리, 방축리, 성평리, 연서리, 와야리, 용산리, 토양리                                                                                       |
| 구자곡면 (九子谷面) | 금곡리, 동산리, 마산리, 소룡리, 양지리, 죽본리, 죽평리                                                                                               | 논산시 연무읍   | 금곡리, 동산리, 마산리, 소룡리, 양지리, 죽본리, 죽평리                                                                                               |
| 구자곡면 (九子谷面) | 시묘리 | 논산시 은진면   | 시묘리 |
| 구자곡면 (九子谷面) | 삼전리, 왕암리, 야촌리 | 논산시 가야곡면 | 삼전리, 왕암리, 야촌리 |
| 가야곡면 (可也谷面) | 강청리, 두월리, 등리, 목곡리, 병암리, 산노리, 양촌리, 육곡리, 조정리, 종연리, 함적리                                                                 | 논산시 가야곡면 | 강청리, 두월리, 등리, 목곡리, 병암리, 산노리, 양촌리, 육곡리, 조정리, 종연리, 함적리                                                                 |
| 가야곡면 (可也谷面) | 성덕리 | 논산시 은진면   | 성덕리 |
| 가야곡면 (可也谷面) | 석서리, 중산리 | 논산시 양촌면   | 석서리, 중산리 |
| 양촌면 (陽村面)     | 거사리, 남산리, 도평리, 명암리, 모촌리, 반곡리, 반암리, 산직리, 신기리, 신흥리, 양촌리, 오산리, 임화리, 중산리, 채광리                               | 논산시 양촌면   | 거사리, 남산리, 도평리, 명암리, 모촌리, 반곡리, 반암리, 산직리, 신기리, 신흥리, 양촌리, 오산리, 임화리, 중산리, 채광리                               |
| 양촌면 (陽村面)     | 신양리 | 논산시 연산면   | 신양리 |
| 연산면 (連山面)     | 고암리, 고정리, 관동리, 덕암리, 백석리, 사포리, 송산리, 송정리, 신암리, 어은리, 연산리, 오산리, 임리, 장전리, 천호리, 청동리, 표정리, 한전리, 화악리 | 논산시 연산면   | 고암리, 고정리, 관동리, 덕암리, 백석리, 사포리, 송산리, 송정리, 신암리, 어은리, 연산리, 오산리, 임리, 장전리, 천호리, 청동리, 표정리, 한전리, 화악리 |
| 벌곡면 (伐谷面)     | 검천리, 대덕리, 덕곡리, 덕목리, 도산리, 만목리, 사정리, 수락리, 신양리, 양산리, 어곡리, 조동리, 조령리, 한삼천리                                     | 논산시 벌곡면   | 검천리, 대덕리, 덕곡리, 덕목리, 도산리, 만목리, 사정리, 수락리, 신양리, 양산리, 어곡리, 조동리, 조령리, 한삼천리                                     |
| 부적면 (夫赤面)     | 감곡리, 덕평리, 마구평리, 반송리, 부인리, 부황리, 신교리, 신풍리, 아호리, 안천리, 왕덕리 일부, 외성리, 탑평리, 충곡리                                | 논산시 부적면   | 감곡리, 덕평리, 마구평리, 반송리, 부인리, 부황리, 신교리, 신풍리, 아호리, 안천리, 왕덕리, 외성리, 탑평리, 충곡리                                     |
| 부적면 (夫赤面)     | 왕덕리 일부 | 논산시          | 덕지동 |
| 두마면 (豆磨面)     | 농소리, 두계리, 왕대리, 입암리 | 계룡시 두마면   | 농소리, 두계리, 왕대리, 입암리 |
| 두마면 (豆磨面)     | 광석리, 도곡리, 엄사리, 유동리, 향한리 | 계룡시 엄사면   | 광석리, 도곡리, 엄사리, 유동리, 향한리 |
| 두마면 (豆磨面)     | 부남리, 석계리, 용동리, 정장리 | 계룡시 신도안면 | 부남리, 석계리, 용동리, 정장리 |
| 두마면 (豆磨面)     | 금암리 | 계룡시          | 금암동 |
| 노성면 (魯城面)     | 가곡리, 교촌리, 구암리, 노티리, 두사리, 병사리, 송당리, 읍내리, 장구리, 죽림리, 하도리, 호암리, 화곡리, 효죽리                                       | 논산시 노성면   | 가곡리, 교촌리, 구암리, 노티리, 두사리, 병사리, 송당리, 읍내리, 장구리, 죽림리, 하도리, 호암리, 화곡리, 효죽리                                       |
| 광석면 (光石面)     | 갈산리, 광리, 득윤리, 사월리, 산동리, 신당리, 오강리, 왕전리, 율리, 이사리, 중리, 천동리, 항월리                                                     | 논산시 광석면   | 갈산리, 광리, 득윤리, 사월리, 산동리, 신당리, 오강리, 왕전리, 율리, 이사리, 중리, 천동리, 항월리                                                     |
| 상월면 (上月面)     | 대명리, 대우리, 대촌리, 산성리, 상도리, 석종리, 숙진리, 신충리, 월오리, 주곡리, 지경리, 학당리, 한천리                                               | 논산시 상월면   | 대명리, 대우리, 대촌리, 산성리, 상도리, 석종리, 숙진리, 신충리, 월오리, 주곡리, 지경리, 학당리, 한천리                                               |
| 성동면 (城東面)     | 개척리, 병촌리, 삼산리, 삼호리, 우곤리, 원남리, 원봉리, 원북리, 월성리, 정지리, 화정리                                                               | 논산시 성동면   | 개척리, 병촌리, 삼산리, 삼호리, 우곤리, 원남리, 원봉리, 원북리, 월성리, 정지리, 화정리                                                               |

15면 - 상월면, 노성면, 광석면, 성동면, 연산면, 부적면, 양촌면, 두마면, 벌곡면, 가야곡면, 구자곡면, 대조곡면, 채운면, 논산면, 강경면
- 1915년 7월 1일 전라북도 전주군 운선면 일부(구 고산군 운북면 지역)를 양촌면에 편입하고, 양촌면 산북리를 전주군에 편입하였다.[5][6]
- 1917년 10월 1일 대조곡면을 은진면으로 개칭하였다.[7]
- 1931년 4월 1일 강경면이 강경읍으로 승격하였다. (1읍 14면)[8]
- 1938년 10월 1일 논산면이 논산읍으로 승격하였다. (2읍 13면)[9]

| 조선총독부령 제197호     |                    |
| 구 행정구역              | 신 행정구역        |
| 논산면 일원(관촉리 제외) | 논산군 논산읍 일원 |
| 은진면 등리              | 논산군 논산읍 일원 |
| 성동면 화정리 일부       | 논산군 논산읍 일원 |
| 부적면 왕덕리 일부       | 논산군 논산읍 일원 |
| 가야곡면 성덕리          | 논산군 은진면 일부 |
| 논산면 관촉리            | 논산군 은진면 일부 |
- 1963년 1월 1일 구자곡면(4개 리)을 가야곡면과 은진면에 분할 편입하고, 나머지 지역은 익산군 황화면을 편입하여 연무읍을 설치하였다. (3읍 12면)[10][11]

| 법률 제1175호                                                   |                      |
| 구 행정구역                                                     | 신 행정구역          |
| 구자곡면 삼전리, 왕암리, 야촌리                                 | 논산군 가야곡면 일부 |
| 구자곡면 시묘리                                                 | 논산군 은진면 일부   |
| 법률 제1177호                                                   |                      |
| 구 행정구역                                                     | 신 행정구역          |
| 구자곡면 마산리, 죽평리, 금곡리, 동산리, 죽본리, 소룡리, 양지리 | 논산군 연무읍 일원   |
| 익산군 황화면 일원                                              | 논산군 연무읍 일원   |
- 1973년 7월 1일 가야곡면 석서리가 양촌면에 편입되었다.[12]
- 1983년 2월 15일 가야곡면 중산리·양촌리 일부가 양촌면으로, 양촌면 신양리가 연산면으로, 은진면 토양리 일부가 연무읍으로 편입되었다.[13]
- 1987년 1월 1일 은진면 강산리, 내동리, 관촉리를 논산읍에 편입하였다.[14]
- 1989년 1월 1일 대덕군 진잠면 남선리를 두마면에 편입하였다.
- 1990년 2월 19일 두마면에 충청남도 계룡출장소를 설치하였다.
- 1996년 3월 1일 논산군 일원을 관할로 도농복합형태의 논산시가 설치되었다.[15] 동시에 논산읍이 부창동과 취암동으로 변경되었다. (2읍 12면 2행정동)
- 2003년 9월 19일 두마면을 시로부터 분리하여 계룡시를 설치하였다. (2읍 11면 2행정동)